# وارث باثان
وارث باثان (29 نوفمبر 1968 - ) سياسي ومحامي هندي مسلم، وعضو الجمعية التشريعية في تيلانغانا عن حزب مجلس اتحاد المسلمين عن دائرة بيكولا في مومباي. 
ترافع وارث عن العديد من القضايا بصفته محامي، فترافع عن أحد المتهمين في تفجيرات مومباي عام 1993، ووهو المحامي الخاص بالممثل سلمان خان.

## حياته السياسية
في عام 2014 انتخب باثان عضو المجلس التشريعي عن حزب مجلس عموم الهند لاتحاد المسلمين في إحدى دوائر مومباي. وفي 16 مارس 2016 عُلقت عضويته بالإجماع من جمعية ماهاراشترا بتهمة عدم احترام البلاد ومناهضة القومية لرفضه ترديد شعار بهارات ماتا، عندما طُلب منه ذلك في حزب بهاراتيا جاناتا.
في 19 فبراير 2020 شارك في الاحتجاجات ضد تعديل قانون المواطنة.